# Devora-me
Devora-me é o 15º álbum da cantora brasileira Elba Ramalho, lançado em 1993.
O repertório do álbum tem forte influência da música baiana e latina, com destaque para a canção "Coração da Gente", que integrou a trilha sonora da novela Tropicaliente, exibida pela Rede Globo.

## Faixas
1. Cora Coração (Corazón) (Glenn Monroig / Versão: Cláudio Rabello)
2. Devora-me Outra Vez (Ven Devorame Otra Vez) (Palmer Hernandez / Versão: Fausto Nilo)
3. Magalenha (Carlinhos Brown)
4. Ouro (Armandinho Macedo, Fausto Nilo)
5. Porto Seguro (Durval Lelys)
6. Indiado (Carlinhos Brown)
7. Força Interior (Fuerza Interior) (Glenn Monroig / Versão: Cláudio Rabello)
8. Desesperada (Desesperado) (Mark Spiro, K. C. Porter, Glenn Monroig / Versão: Ronaldo Bastos)
  1. Música incidental: Wave (Tom Jobim)
9. Trampolim (Ary Sperling, Cláudio Rabello)
10. Eu Quero Meu Amor (Assisão)
11. Eu Sou o Carnaval (Moraes Moreira)
12. Coração da Gente (Nando Cordel, João Wash)